# St. Michael (Sondheim vor der Rhön)

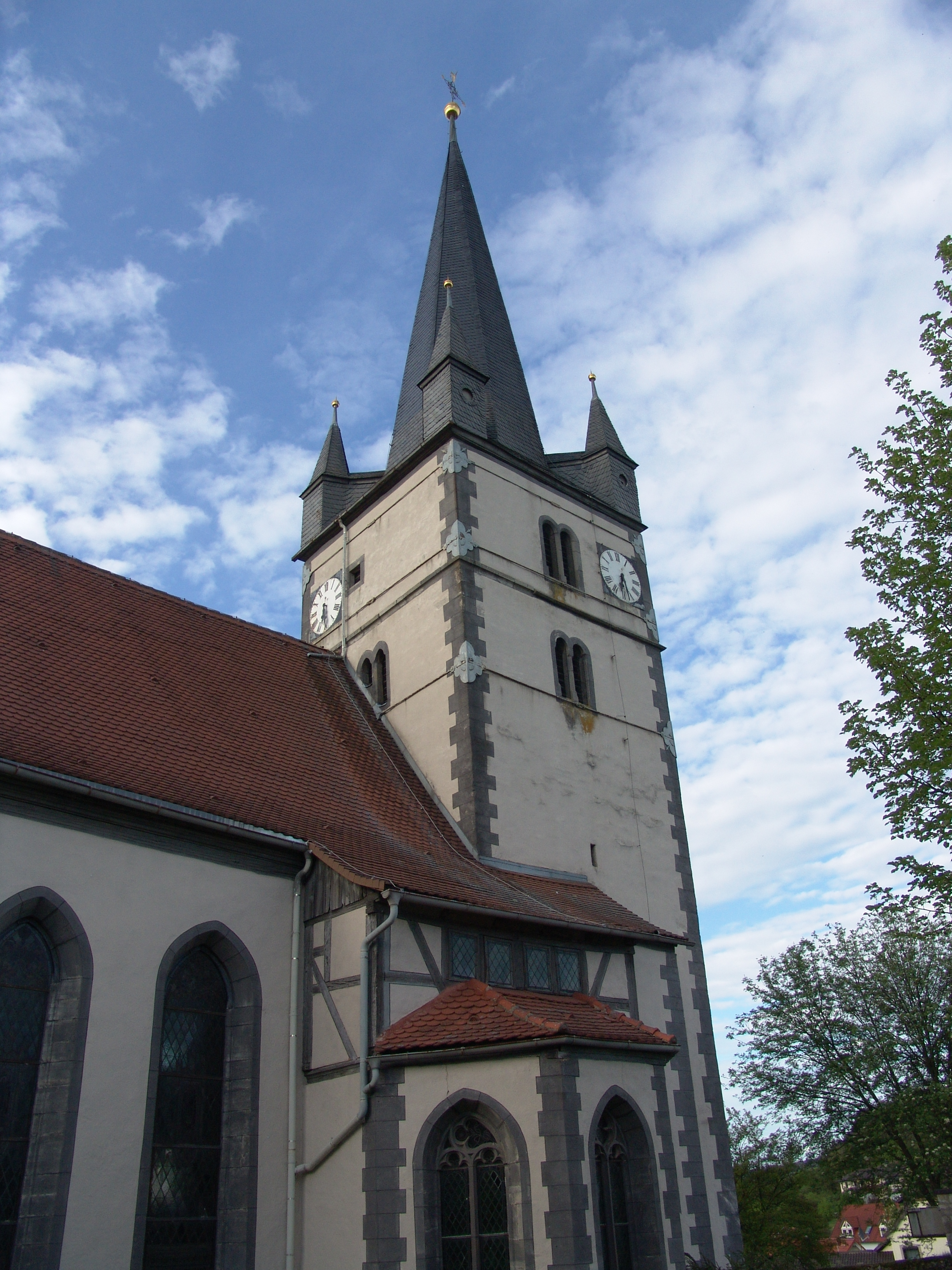
Kirche St. Michael in Sondheim vor der Rhön

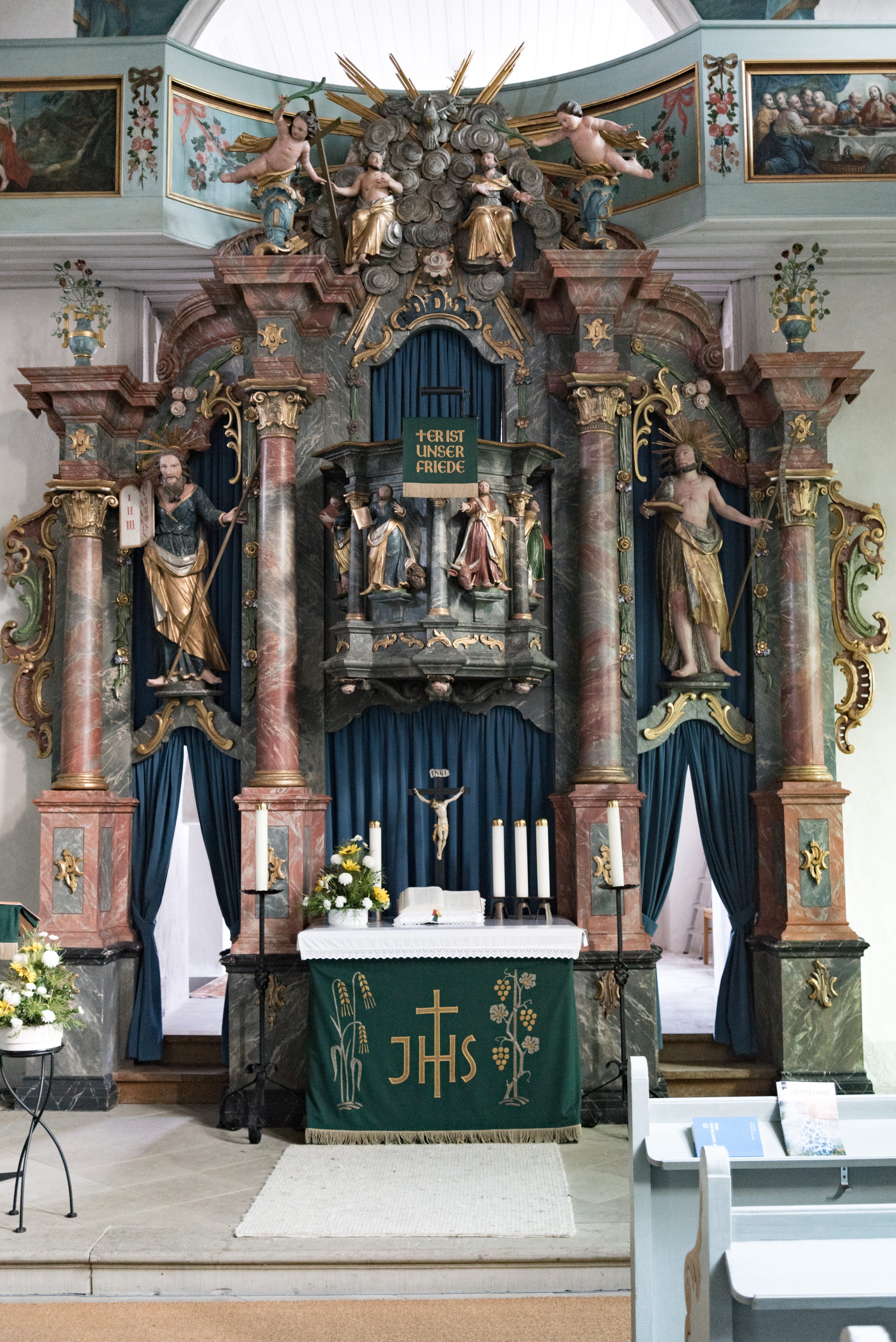
Kanzelaltar

Die evangelisch-lutherische Pfarrkirche St. Michael ist die Dorfkirche von Sondheim vor der Rhön im unterfränkischen Landkreis Rhön-Grabfeld. Die Kirche gehört zu den Baudenkmälern von Sondheim vor der Rhön und ist zusammen mit dem Friedhof unter der Nummer D-6-73-167-2 in der Bayerischen Denkmalliste registriert. Sie gehört zur Pfarrgemeinde Sondheim vor der Rhön-Stetten-Fladungen im Dekanat Bad Neustadt an der Saale.

## Geschichte
Die Kirche entstand zu Anfang des 16. Jahrhunderts und wurde 1605 erweitert. Die angebaute spätgotische Kapelle stammt aus dem Jahr 1512.

## Beschreibung
Die Kirche besteht aus dem Langhaus und dem östlichen Chorturm. Die südliche Hälfte des Langhauses endet an der westlichen Mauer des Kirchturms. Die nördliche Hälfte dagegen schließt mit der östlichen Mauer des Kirchturms ab, ist also länger. Die nördliche Mauer des Langhauses besitzt eine Doppelreihe zumeist rundbogiger Fenster und zusätzlich in Bodennähe ein rechteckiges Fenster. Die südliche Mauer des Langhauses hat drei spitzbogige Fenster ohne Maßwerk, wobei sich über dem tiefer gesetzten hintersten Fenster noch ein rechteckiges Fenster befindet. Im Übergangsbereich von der südlichen Mauer des Langhauses zum Kirchturm ist ein Treppenturm zur Empore angebaut, davor die Kapelle mit spitzbogigen Maßwerkfenstern. Der Kirchturm weist ein spitzes Dach und Schallfenster mit doppelten Rundbogen auf.

## Ausstattung
Der prächtige Kanzelaltar enthält Figuren des Bildhauers Caspar Hippeli und wurde 1775 von Johann Peter Herrlein farblich gefasst. Die Empore, die an der Südseite doppelstöckig ist und an der Westseite die bis zur Decke reichende Orgel (Gehäuse des 18. Jahrhunderts) trägt, ist mit biblischen Szenen bemalt. Das Deckengemälde der Himmelfahrt Christi entstand ebenfalls 1775 durch Johann Peter Herrlein. Der Taufstein wurde im Jahr 1606 geschaffen und ist mit einem Relief des Untergangs der Ägypter im Roten Meer versehen.